# 스타디오 마르칸토니오 벤테고디
스타디오 마르칸토니오 벤테고디(Stadio Marcantonio Bentegodi)는 이탈리아 베로나에 있는 경기장이다. 베로나의 홈 경기장이기도 하다.
1963년에 이탈리아 최신식 경기장으로 지어졌다. 1990년 FIFA 월드컵을 위해, 경기장을 확장시키면서 시야, 대중교통과의 접근성, 도심과 연결되는 고속도로와 그에 대한 서비스 등이 향상되었으며 한국 대 벨기에의 조별예선 경기 등이 펼쳐졌다.
건물 일체형 태양광 발전시스템이 경기장의 확장공사때 지붕 꼭대기에 설치되었다.

## 평균 관중 수
| 시즌      | 엘라스 베로나 | 리그 | 키에보 베로나 | 리그 |
| --------- | ------------- | ---- | ------------- | ---- |
| 1994/95   | 10,015        | B    | 4,335         | B    |
| 1995/96   | 13,371        | B    | 5,120         | B    |
| 1996/97   | 20,456        | A    | 5,156         | B    |
| 1997/98   | 9,846         | B    | 4,135         | B    |
| 1998/99   | 11,376        | B    | 3,264         | B    |
| 1999/2000 | 18,141        | A    | 2,680         | B    |
| 2000/01   | 17,777        | A    | 5,139         | B    |
| 2001/02   | 18,381        | A    | 16,061        | A    |
| 2002/03   | 11,163        | B    | 16,902        | A    |
| 2003/04   | 10.667        | B    | 14,868        | A    |
| 2004/05   | 11,495        | B    | 12,103        | A    |
| 2005/06   | 9,037         | B    | 8,589         | A    |
| 2006/07   | 8,589         | B    | 6,719         | A    |
| 2007/08   | 11,543        | C1   | 7,276         | B    |
| 2008/09   | 10,932        | C1   | 13,352        | A    |
| 2009/10   | 14,331        | C1   | 11,992        | A    |
| 2010/11   | 10,553        | C1   | 12,676        | A    |
| 2011/12   | 14,084        | B    | 9,649         | A    |
| 2012/13   | 15,402        | B    | 10,579        | A    |

출처: http://digilander.libero.it/stadiapostcardsdgl/attendance.htm

## 기록

### 1990년 FIFA 월드컵
| 날짜            | 팀 1   | 스코어 | 팀 2         | 라운드 |
| --------------- | ------ | ------ | ------------ | ------ |
| 1990년 6월 12일 | 벨기에 | 2 - 0  | 대한민국     | E조    |
| 1990년 6월 17일 | 벨기에 | 3 - 1  | 우루과이     | E조    |
| 1990년 6월 21일 | 벨기에 | 1 - 2  | 스페인       | E조    |
| 1990년 6월 26일 | 스페인 | 1 - 2  | 유고슬라비아 | 16강   |